# Thierry Ruinart
Thierry Ruinart (ur.  w czerwcu 1657 w Reims, zm. 27 września 1709 w Hautvillers) – francuski benedyktyn, erudyta i wydawca pism św. Grzegorza z Tours.

## Dzieła
- Acta primorum martyrum sincera et selecta (1689)